# Марцинчик
Марцинчик (пол. Marcińczyk) — польский дворянский герб.

## Описание
В червлёном щите серебряный с червлёными глазами и клювом и золотыми лапами лебедь, пронзенный золотою стрелою.
Щит увенчан дворянским коронованным шлемом. Нашлемник: лебедь как в щите. Намет: червлёный с серебром.

## Герб используют
Высочайшим повелением от 9 мая 1907 года, согласно определению Первого Общего Собрания Правительствующего Сената, от 26 января того же года, признан в потомственном Дворянском достоинстве, с правом на внесение в первую часть Дворянской родословной книги, Адольф-Александр Адольфов-Эдуардов Марцинчик, на основании происхождения его от предков, владевших, с 1760 года, дворянским населенным крестьянами имением, именно частью деревни Козице, в Львовском уезде бывшего Русского воеводства.